# Genesmåla
Genesmåla är ett mindre samhälle i Tingsryds kommun, Kronobergs län i Sverige, beläget 145 m ö.h.. Den ligger söder om Krokfjorden som vid dess nordvästra strand hyser Konga, och består av skogsmark och odlad jord.

## Byn beskrevs 1932 i Svenska orter: atlas över Sverige med ortbeskrivning
Genesmåla (felstavat i Svenska Orter Gensmåla): By i Kronobergs län, Södra Sandsjö kommun med 7 jordbruksfastigheter och  2 andra fastigheter. Sammanlagda taxeringsvärde för jordbruksfastigheter 180 500 kr., därav 80 700kr  jordbruksvärde och 99 800 kr skogsvärde. Andra fastigheter taxerade till 9 200 kr. 
Genesmåla nr 1, 5/6 mantal, tillhörde 1932 Kockums järnverks AB. Gårdens areal 521,5 hektar, därav 1932 66,5 åker, 423 hektar skog, taxerad till för jordbruket 153 200 kr., därav 63 500 jordbruksvärde och 89 700 skogsvärde.